# Giambattista Diquattro
Giambattista Diquattro (* 18. března 1954 Bologna) je italský římskokatolický duchovní, arcibiskup a diplomat.

## Život
Narodil se 18. března 1954 v Bologni.
Vstoupil do kněžského semináře a po studiu teologie byl 24. srpna 1981 biskupem Angelem Rizzem vysvěcen na kněze a inkardinován do diecéze Ragusa. Získal magisterský titul z práva na Univerzitě v Katánii a pokračoval ve studiu kanonického práva na Papežské lateránské univerzitě. Je absolventem studia dogmatické teologie Papežské univerzity Gregoriana a Papežské církevní akademie.
Dne 1. května 1985 vstoupil do diplomatických služeb Svatého stolce. Nejprve působil na apoštolské nunciatuře ve Středoafrické republice, poté v Konžské demokratické republice a Čadu. Byl součastí apoštolské reprezentace při Organizaci spojených národů odkud přešel do sekce pro vztahy se státy Státního sekretariátu. Před biskupským jmenováním sloužil ja nunciatuře v Itálii.
Dne 2. dubna 2005 jej papež Jan Pavel II. jmenoval apoštolským nunciem v Panamě a titulárním arcibiskupem z Giru Mons. Biskupské svěcení přijal 4. června z rukou kardinála Angela Sodana a spolusvětiteli byli arcibiskup Paolo Romeo a biskup Paolo Urso.
Dne 21. listopadu 2008 byl papežem Benediktem XVI. ustanoven nunciem v Bolívii. Tento úřad zastával do 21. ledna 2017, kdy byl papežem Františkem jmenován apoštolským nunciem v Indii a Nepálu.
Od 29. srpna 2020 zastává funkci apoštolského nuncia v Brazílii.